# Minamoto no Yoshitsune
Minamoto no Yoshitsune (源 義経?; Kyoto, 1159 – Hiraizumi, 15 giugno 1189) è stato un militare giapponese, vissuto tra la fine del periodo Heian e l'inizio del periodo Kamakura.

## Biografia
Yoshitsune fu il quarto e ultimo figlio del signore della guerra Minamoto no Yoshitomo, capo del clan Minamoto, e di una concubina, Tokiwa Gozen. Poco dopo la sua nascita, alla fine del 1159, scoppiò la ribellione di Heiji, nella quale suo padre e i suoi due fratelli maggiori persero la vita. Mentre suo fratello maggiore Yoritomo, figlio della moglie ufficiale e ormai erede designato del clan, fu esiliato nella provincia di Izu, lui fu affidato al tempio di Kurama, sulle montagne di Hiei, vicino a Kyoto, dove crebbe con il nome di Ushiwakamaru (牛若丸?), per diventare un sacerdote buddhista. Sul monte Kurama, deciso a vendicare la morte di suo padre, imparò il kenjutsu, tirar di scherma con la katana, dal re dei tengu, Sōjōbō. Infine, fu preso in custodia da Fujiwara no Hidehira, capo del potente ramo settentrionale del clan Fujiwara, e fu portato a Hiraizumi, nella provincia di Mutsu.
Nel 1180, venne a conoscenza del fatto che suo fratello Yoritomo, ora capo del clan, aveva raccolto le armate dei Minamoto per affrontare quelle del clan Taira. Scappò dal tempio e, insieme al suo fedelissimo amico Benkei, prese parte al conflitto con il grado di generale. Nella battaglia di Awazu, nella provincia di Omi, all'inizio del 1184, sconfisse e uccise suo cugino Yoshinaka, il rivale di Yoritomo per il posto di capo clan, proclamandosi poi shōgun per un breve periodo. Un mese dopo, nella battaglia di Ichi-no-Tani, nell'odierna Kōbe, sconfisse i Taira e ripeté l'impresa, nel 1185, nelle battaglie di Yashima, sull'isola di Shikoku, e Dan-no-ura, nell'odierna prefettura di Yamaguchi.
Dopo la guerra di Genpei, raccolse l'appello dell'imperatore claustrale Go-Shirakawa a prendere le armi contro suo fratello Yoritomo, che si sentiva minacciato dalla sua fama di invincibile guerriero a corte e ne impedì la nomina a shōgun. Sconfitto e accusato di tradimento da suo fratello, nel 1187, dovette tornare a chiedere l'aiuto di Fujiwara no Hidehira. Lì, nella provincia di Mutsu, fu tradito dal figlio di Hidehira, Yasuhira, e costretto a compiere il seppuku, insieme alla moglie e alla figlia. La sua testa fu quindi conquistata e inviata al fratello, che tre anni dopo fondò lo shogunato di Kamakura e divenne il governatore effettivo del Giappone.
Venne sepolto nel tempio shintoista di Shirahata Jinja, a Fujisawa, dove la sua salma è tuttora custodita.

## Presenza nella cultura di massa

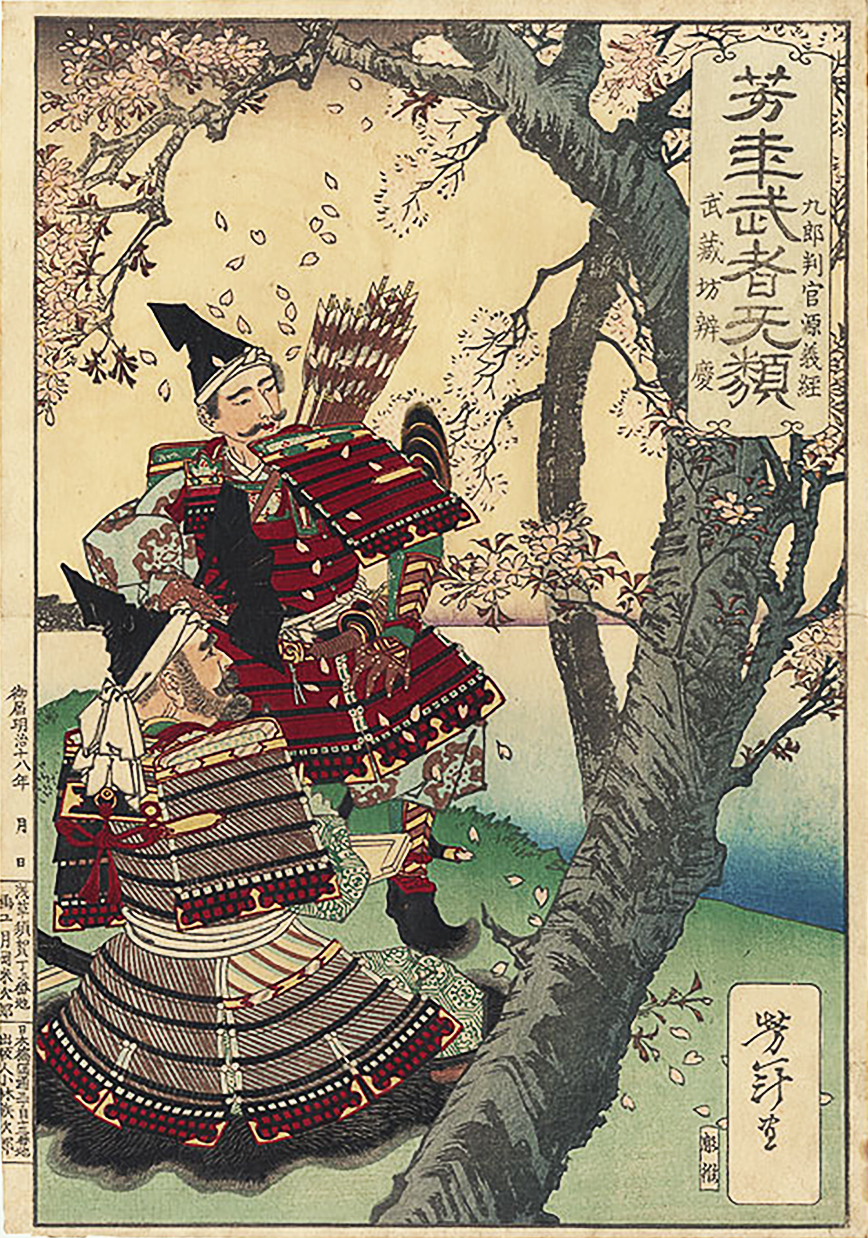
Yoshitsune e Benkei guardano i ciliegi in fiore, ukiyo-e di Yoshitoshi Tsukioka

La vita di Yoshitsune, nonostante il suo eccezionale talento militare, finì con una morte cruenta, che attira la compassione di molti, al punto che, nella lingua giapponese, l'espressione "Hougan'biiki" (判官贔屓?), che vuol dire "compatire o accogliere nelle proprie grazie un debole", contiene il suo nome postumo, Hougan (判官?) appunto, che gli spettava grazie al rango affidatogli dall'imperatore Go-Shirakawa. Un'altra pronuncia degli ideogrammi di Hougan è "Hangan", che significa "magistrato".
Inoltre, la sua vita è considerata eroica al punto da essere narrata. Le leggende e i racconti con questo tema si sono moltiplicate col tempo, delineando così una figura piuttosto lontana da quella storica. Tra le varie leggende è famosa quella in cui, grazie all'aiuto della figlia dello stregone Kiichi Hogen, riuscì a rubare i due leggendari volumi di tattiche belliche Rikuto e Sanryaku e a studiarli, o ancora quella dell'improvvisa morte in piedi di Benkei, monaco guerriero, suo fedelissimo servitore e amico, nella battaglia del fiume Koromogawa. Queste sono state rese famose presso un vasto pubblico circa duecento anni dopo la sua morte, all'inizio dell'era Muromachi, grazie alle Cronache di Yoshitsune.
Compare come protagonista nella terza sezione dell'Heike monogatari, il classico della letteratura giapponese che racconta degli eventi della guerra di Genpei e che ispirò molte opere posteriori, soprattutto di teatro Nō e Kabuki. In particolare, si narra che l'aver studiato il Libro della Tigre, contenuto nel Rikuto, sia stato la causa della sua vittoria a Sunaga e che, da quel momento, il medesimo libro sia una lettura indispensabile per la vittoria. In epoche successive, il suo nome venne utilizzato per consacrare la gloria di una discendenza. Ad esempio, esiste una scuola di arti marziali che avrebbe ereditato delle tecniche da Yoshitsune stesso o da quello che viene ritenuto il suo maestro, Kiichi Hogen.